# Castañares de Rioja
Castañares de Rioja es un municipio de la comunidad autónoma de La Rioja (España). Se sitúa en el noroeste de la provincia. Está localizado en la Rioja Alta y dentro de ella en la comarca de Santo Domingo de la Calzada. Por él transcurre el río Oja y el canal del Najerilla.

## Historia
Se remonta a la época de los romanos, como lo demuestra la lápida encontrada en su término, en 1963, fechada en el año 30 de nuestra era. Su proximidad a la vía romana Aureliana le pudo conceder cierta importancia.
El pueblo se documenta en donaciones a partir del siglo XI.
Fue una posesión del Duque de Béjar.
En el año 1790 Castañares de Rioja es uno de los pueblos fundadores de la Real Sociedad Económica de La Rioja, una de las sociedades de amigos del país fundadas en el siglo XVIII conforme a los ideales de la ilustración.

## Economía
Cuenta con más de 300 hectáreas de regadío dedicadas a patata y remolacha, además de cultivos de cereales especialmente de caparrón pinto muy popular en la zona, legumbres y unas 100 o 200 hectáreas de viñas divididas en 10 parcelas 
Tiene dos piscifactorías y varias granjas de ganado porcino, ovino y bovino.

## Geografía humana

### Demografía
Cuenta con una población de 404 habitantes (INE 2024).
| Gráfica de evolución demográfica de Castañares de Rioja entre 1842 y 2021                                             |
| |
| Población de derecho según los censos de población del INE. Población de hecho según los censos de población del INE. |

## Administración
| Periodo   | Nombre                                          | Partido |
| --------- | ----------------------------------------------- | ------- |
| 1979-1983 | Paulino Francia Ruiz                            | PSOE    |
| 1983-1987 | Paulino Francia Ruiz                            | PSOE    |
| 1987-1991 | Paulino Francia Ruiz                            | PSOE    |
| 1991-1995 | Paulino Francia Ruiz                            | PSOE    |
| 1995-1999 | Paulino Francia Ruiz / Ángeles Bartolomé García | PSOE    |
| 1999-2003 | Paulino Francia Ruiz / Martín Pérez Ortún       | PSOE    |
| 2003-2007 | Gonzalo Rodríguez Blasco                        | PSOE    |
| 2007-2011 | Juan Manuel Martínez Barrasa                    | PP      |
| 2011-2015 | Juan Manuel Martínez Barrasa                    | PP      |
| 2015-2019 | María Teresa Bañares Ortún                      | PSOE    |
| 2019-2023 | María Teresa Bañares Ortún                      | PSOE    |

## Lugares de interés

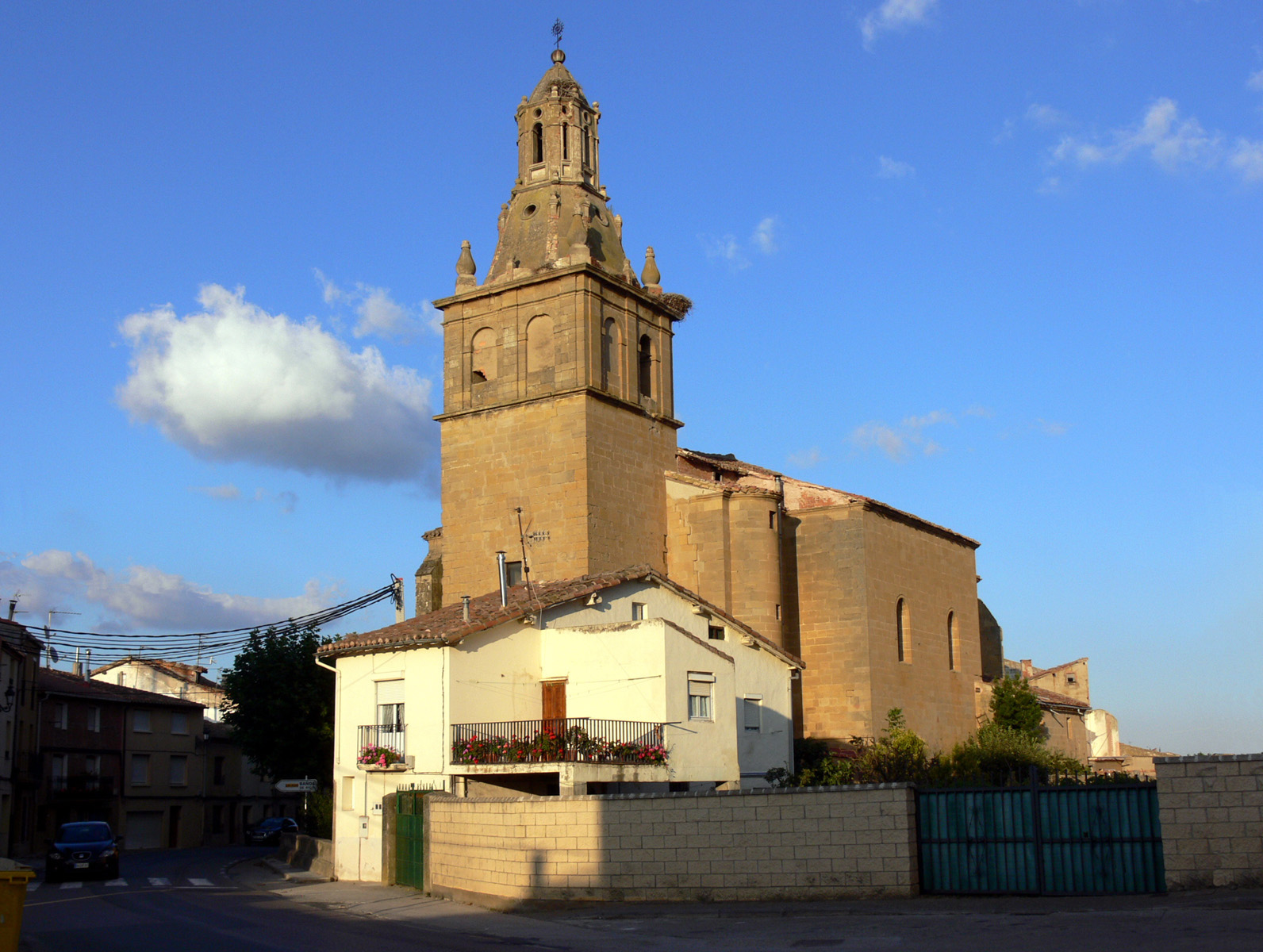
Iglesia de la Natividad.

### Edificios y monumentos

#### Parroquia de La Virgen de la Natividad
Del siglo XVI, está construida en sillería. Cuenta con una sola nave dividida en tres tramos, cabecera rectangular y capillas altas en los contrafuertes. Destaca su bóveda de crucería estrellada.

#### Ermita de San Miguel
Situada en el cementerio. Está construida en mampostería, con sillería en las esquinas. Su cubierta con tejado a dos aguas está adintelada.

#### Casona de los Ruiz de Zelada
De 1724. Se encuentra en la calle mayor n.º 15.

## Fiestas Locales
- La puesta del mayo: el 30 de abril se escoge el chopo más grande, se tala y se le retira la corteza. Luego es trasladado a la plaza del ayuntamiento donde se coloca verticalmente y se acuña para que se sujete en pie. Este acto antaño debía ser importante y era muy aplaudido. Los jóvenes tras la fiesta vendían la madera de éste para hacer una merienda.
- 8 de septiembre, festividad de la Virgen de la Natividad, actualmente patrona de la villa aunque antiguamente lo era La Virgen de la O cuya festividad se celebraba el 18 de diciembre. Se realiza una procesión acompañada de danzas y se canta la salve. El fin de semana siguiente se celebra acción de gracias.

## Personas destacadas
Sixto Cámara Tecedor (Baños de Rioja, 20 de octubre de 1878 - Castañares de Rioja, 26 de agosto de 1964) Matemático.